# Petr Královec
Petr Královec (* 26. dubna 1973) je bývalý český fotbalista.

## Fotbalová kariéra
V české lize hrál za FC Viktoria Plzeň. Nastoupil celkem v 7 ligových utkáních.

## Ligová bilance
| Ročník                          | Zápasy | Góly | Klub              |
| ------------------------------- | ------ | ---- | ----------------- |
| 1. česká fotbalová liga 1994/95 | 4      | 0    | FC Viktoria Plzeň |
| 1. česká fotbalová liga 1995/96 | 3      | 0    | FC Viktoria Plzeň |
| CELKEM                          | 7      | 0    |                   |